# جک هیدرولیک

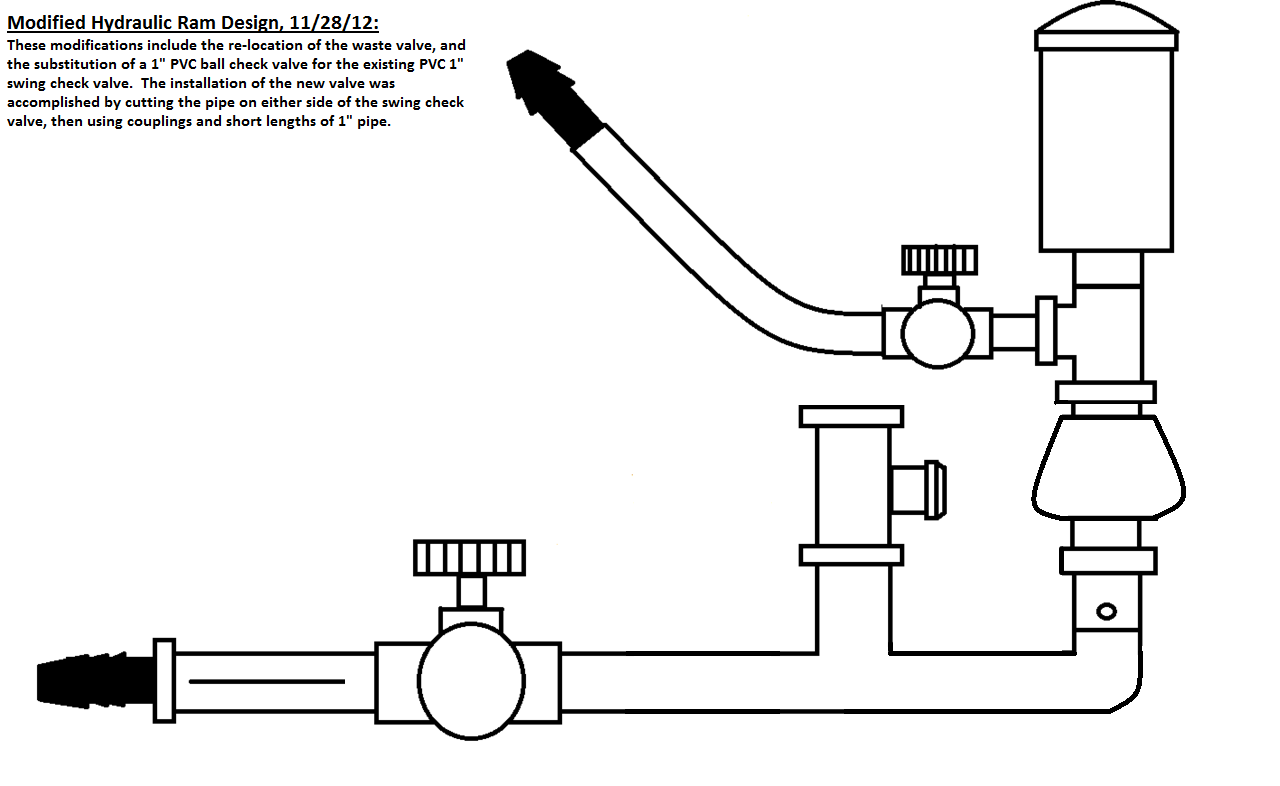
ساز و کار یک جک هیدرولیک

جک هیدرولیک (به انگلیسی: Hydraulic ram) یک سیلندر هیدرولیکی است که تنها در یک جهت کار انجام می‌دهد و معمولاً ظرفیت بالایی دارد.
در جک‌ها به جای پیستون از یک میله قطور که در انتهای آن شانه یا پله کوچکی وجود دارد استفاده می‌شود. این شانه برای این تعبیه می‌شود که از خروج کامل میله از پوسته سیلندر جلوگیری شود.
جک هیدرولیک یک ابزار یا دستگاه است که برای افزایش یا کاهش ارتفاع یا برای حمل و جابجایی اشیاء سنگین استفاده می‌شود. این جک‌ها بر پایه اصول هیدرولیک عمل می‌کنند، به این معنی که از قدرت فشار مایعات، مانند روغن هیدرولیک، برای ایجاد نیروی لازم برای حرکت پیستون یا مکانیزم دیگر در داخل جک استفاده می‌کنند.
اصول عملکرد جک هیدرولیک بسیار ساده است: زمانی که مایع (معمولاً روغن) به داخل جک پمپ می‌شود، فشار درون جک افزایش می‌یابد و این فشار باعث حرکت پیستون داخلی جک به بالا یا پایین می‌شود، بسته به نیاز کاربر. این جک‌ها به دلیل قدرت بالا و عملکرد قابل اعتمادشان در بسیاری از صنایع مورد استفاده قرار می‌گیرند، از جمله خودروسازی، ساخت و ساز، صنایع نفت و گاز، و سایر صنایع که نیاز به حمل و جابجایی بار سنگین دارند.
جک‌های هیدرولیک به دلیل ویژگی‌های زیر در بسیاری از کاربردها مورد استفاده قرار می‌گیرند:
1. قدرت بالا و عملکرد موثر: جک‌های هیدرولیک به دلیل استفاده از فشار مایعات هیدرولیک، قادرند بارهای سنگین را با قدرت و کارایی بالا حمل و جابجا کنند. این امکان را می‌دهد که اشیاء سنگین مانند خودروها، ماشین‌آلات و تجهیزات صنعتی با ایمنی و سرعت مناسب حرکت کنند.
2. قابلیت تنظیم ارتفاع: با استفاده از جک‌های هیدرولیک، می‌توان ارتفاع اشیاء را به دقت تنظیم کرد. این خصوصیت آنها را برای کاربردهایی که نیاز به دقت در تنظیم ارتفاع دارند، مناسب می‌سازد.
3. پایداری و ایمنی: جک‌های هیدرولیک عموماً دارای ساختار محکمی هستند که از طریق آنها امکان ایجاد پشتیبانی استوار و ایمنی برای اشیاء سنگین فراهم می‌شود. عملکرد پایدار آنها این امکان را می‌دهد که در طول زمان به طور موثر عمل کنند.
4. گستردگی کاربردها: جک‌های هیدرولیک در صنایع مختلفی از جمله خودروسازی، ساخت و ساز، صنایع نفت و گاز، معدن، کشاورزی و حتی در محیط‌های مرطوب یا محیط‌هایی که شرایط کاری دشواری دارند، استفاده می‌شوند.
5. کارایی بالا و قابلیت تعمیر: این نوع جک‌ها به دلیل سادگی ساختار و استفاده از قطعات قابل تعویض، به راحتی قابل تعمیر و نگهداری هستند. این ویژگی باعث می‌شود که برای طولانی مدت قابل استفاده باقی بمانند و هزینه نگهداری کمتری نیاز داشته باشند.

به طور کلی، جک‌های هیدرولیک به دلیل قدرت، ایمنی، دقت و کارایی بالا، در بسیاری از صنایع و کاربردهای مختلف از جمله خودروسازی، ساخت و ساز، و تعمیرات صنعتی بسیار مورد استفاده قرار می‌گیرند و از اهمیت بسزایی برخوردارند.

## یادکرد منابع
1. ↑  جانسون، ۲۶۶.
2. ↑  جانسون، ۶۴.